# Minnesallokering
Minnesallokering betyder inom datateknik reservering av någon typ av datorminne. Detta kan vara exempelvis hårddiskutrymme eller RAM. Då ett program börjar köras, eller under tiden det kör, brukar en del av RAM allokeras. Det reserverade utrymmet kan frigöras då programmet behagar. Oftast frigörs allt minne då programmet stängs.
Allokera används också istället för "avsätta", t.ex. när man avsätter/allokerar medel för ett ändamål..